# Retorn a Brideshead (novel·la)
Retorn a Brideshead (títol original en anglès: Brideshead Revisited, the Sacred and Profane Memories of Capt. Charles Ryder) és una novel·la d'Evelyn Waugh, publicada per primer cop l'any 1945. Waugh va escriure que la novel·la "tracta d'allò que teològicament s'anomena l'operació de Gràcia, és a dir, l'acte d'amor immerescut i unilateral pel qual Déu crida contínuament ànimes cap a Ell mateix". Això s'aconsegueix mitjançant un examen de la família aristòcrata Flyte, tal com observa el narrador, Charles Ryder.

## Reconeixements
La revista Time inclou Retorn a Brideshead a la seva llista de "les 100 novel·les de tots els temps". En diverses cartes, Waugh es refereix a la novel·la alguns cops com la seva obra mestra; tanmateix, el 1950, escrigué a Graham Greene dient: "M'he rellegit Brideshead Revisited i m'he quedat astorat". En Fathers and Sons (2004), una biografia de cinc generacions de la família Waugh, Alexander Waugh (fill d'Auberon Waugh i net d'Evelyn) cita el pròleg d'Evelyn de l'edició revisada del 1960 de Brideshead. Al seu pròleg, Evelyn explica les circumstàncies en què la novel·la fou escrita, en els sis mesos entre desembre de 1944 i juny de 1945, després d'un petit accident amb paracaigudes. Hi menysprea lleugerament la novel·la, dient: "Fou un període depriment del desastre amenaçador i privatiu actual —el període de mongetes de soja i anglès bàsic— i com a conseqüència, el llibre és ple d'una mena de golafreria, de menjar i de vi, pel passat esplendorós i recent, i per un llenguatge ornamental i retòric que ara, amb tot l'estómac, trobo poc apetitós, desagradable." Retorn a Brideshead ha esdevingut molt conegut entre el públic modern com a resultat de la sèrie d'ITV del 1981, produïda per Granada Television.

## Argument
Després d'una primera temptativa d'encontre poc agradable, el protagonista i narrador Charles Ryder, un estudiant d'un college anònim (tot i que la crítica ha suggerit que Waugh utilitzà l'Hertford College d'Oxford com a model; en la sèrie de TV, Charles Ryder vesteix una corbada del St. Edmund Hall) de la Universitat d'Oxford, i lord Sebastian Flyte, el fill menor d'una família aristòcrata i llicenciat a l'Escola Cristiana d'Oxford, es feren amics. Sebastian duu Charles a la luxosa casa de la seva família, al castell de Brideshead, on Charles coneix la resta de la família Flyte, i també la seva germana, lady Julia Flyte. Durant les vacances, Charles torna a casa, on viu amb el seu pare. Les escenes entre Charles i el seu pare, Ned (Edward), són font de les escenes còmiques més populars de la novel·la. Durant les vacances, se'l crida perquè torni un altre cop a Brideshead, després que Sebastian pateixi una petita lesió. Sebastian i Charles passen la resta de l'estiu junts. La família de Sebastian és catòlica. Els elements religiosos apareixen freqüentment entre la família, i el Catolicisme influencia llurs vides, així com el contingut de les seves converses, cosa que sorprèn Charles, que sempre havia considerat el Cristianisme "buit de contingut o mèrit". Sebastian, d'alguna manera un jove amb problemes, aprèn a refugiar-se més en l'alcohol que en la religió, i s'endinsa en aquest hàbit, allunyant-se de la família durant un període de dos anys, que causa el distanciament de Charles en relació als Flytes. Tanmateix, Charles està destinat a retrobar-se amb la família Flyte anys més endavant, i de fet estableix una relació amb Julia, que aleshores és casada però no separada. Charles prepara el divorci amb la seva pròpia dona perquè ell i Julia es puguin casar, fins que Julia, motivada per un comentari del seu germà i la mort del seu pare, decideix que no pot continuar vivint amb el pecat, i per això no pot continuar plantejant-se el casament amb Charles. La recepció de lord Marchain del sagrament de l'extremunció també influencia Charles, que havia estat "cercant amor aquells dies", quan conegué per primer cop Sebastian, "aquella porta baixa a la paret... que comunicava a un jardí tancat i encantat", una metàfora que parla de la feina en molts nivells.¹ Waugh desitjava que el llibre fos sobre "l'operació de la gràcia divina en un grup de personatges diversos però estretament lligats." Durant la Segona Guerra mundial, Ryder, ara un oficial de l'exèrcit després d'establir una carrera com a artista arquitectònic, s'allotja a Brideshead, que ja havia estat el lloc de les seves aficions. Se li ocorre que els esforços dels constructors no foren en va, fins i tot quan els seus propòsits resultaren, per un moment, frustrats.

## Catolicisme
Tenint en compte el rerefons de l'autor, el tema més significant del llibre és el catolicisme. Evelyn Waugh fou un convers del catolicisme i el llibre es considera un intent d'expressar la fe catòlica amb la literatura secular. Considerant els seus lectors, que eren sobretot urbans i cosmopolites, un apropament sentimental o didàctic no hauria funcionat. El sentimentalisme hauria vulgaritzat la història mentre que el didacticisme hauria repel·lit un públic secular amb una militància excessiva. Al contrari, el llibre porta el lector, mitjançant la narració de l'agnòstic Charles Ryder, en contacte amb la família Marchmain, severament tocada però profundament catòlica.